# Botswana TV
 (octobre 2020).
Si vous disposez d'ouvrages ou d'articles de référence ou si vous connaissez des sites web de qualité traitant du thème abordé ici, merci de compléter l'article en donnant les références utiles à sa vérifiabilité et en les liant à la section « Notes et références ».
Botswana TV (BTV) est le service public de télévision du Botswana. 
Il diffuse depuis 2000, en tant que première chaîne de télévision du Botswana.

## Histoire

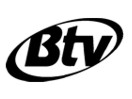
Logo de la chaine publique de télévision du Botswana.

En 1997, le parlement du Botswana décide de créer une chaîne de télévision. Elle commence à diffuser son premier programme le 31 juillet 2000. Le service public de télévision s'est engagé à proposer au moins 60 % de programmes locaux.
En 2020, la station offre treize heures de programmes locaux et internationaux par jour durant le courant de la semaine et 13 heures de programmation maison le week-end.

## Diffusion
BTV est la première chaîne de télévision africaine et la deuxième au monde (après l'ITN britannique) à utiliser exclusivement la technologie numérique.
Afin d'être présente sur tout le territoire du Botswana, BTV dispose de stations régionales à Maun et à Francistown. Sa zone de diffusion s'étend également de Palapye / Serowe jusqu'aux frontières avec la Zambie et le Zimbabwe.
L'équipe régionale de Maun couvre également la région de Ghanzi à l'extrême ouest du pays.
En raison du l'étendue du réseau, BTV est une bonne plate-forme de promotion pour les entreprises locales.
À noter que BTV diffuse également via PanAmSat 7 et PanAmSat 10.